# Alain Richard (football)
Pour les articles homonymes, voir Alain Richard et Richard.
Alain Richard est un footballeur français né le 15 novembre 1946 à Bagneaux-sur-Loing (Seine-et-Marne). Il a évolué comme ailier droit au Stade de Reims.

## Biographie
Né à Bagneaux-sur-Loing où ses parents tenaient la boucherie, Alain Richard a commencé à jouer au football à l´AS Bagneaux-Nemours. À 18 ans, il décide de tenter une aventure professionnelle au Stade français, club de Division I, mais il n'y  reste que quelques mois, le club ayant des problèmes financiers. En janvier 1966, il rejoint le Stade de Reims où Robert Jonquet est l'entraîneur. Il commence sa carrière professionnelle en côtoyant Raymond Kopa de retour du Real Madrid. Très vite titulaire dans son équipe, il reste dans le club champenois, dix ans.
Il est convoqué en équipe de France en août 1974 mais ne joue pas de match officiel.

## Carrière de joueur
- Stade français (1964-1965)
- Stade de Reims (1965-1975) (182 matches et 34 buts marqués en division 1 ; 104 matches et 25 buts marqués en division 2)
- Troyes AF (1975-1976) (3 buts en division 1)
- Stade rennais (1976-1978) (33 matches et 7 buts marqués en division 2)

## Palmarès
- Vainqueur du Challenge des champions 1966 avec le Stade de Reims
- International espoirs en 1969
- Champion de France de Division 2 1966 (avec le Stade de Reims)
- L'équipe du Stade de Reims, 6e du championnat de Ligue 1 (Division 1) et 1/2 finaliste de la Coupe de France en 1973/74.